# Zev Aelony
Zev Aelony (Palo Alto, 21 febbraio 1938 – Minneapolis, 1º novembre 2009) è stato un attivista statunitense.
Sionista per tutta la vita, Aelony praticò la nonviolenza e la ricerca della pace nella sua lotta per i diritti civili degli afroamericani. Fu un organizzatore di alcune delle proteste del Movimento per i diritti civili e di alcuni gruppi studenteschi come Students for Integration. Inoltre, fu un membro del CORE, un Freedom Rider nonché uno degli Americus Four (vedi sezione in basso) che rischiò la pena di morte per aver aiutato i cittadini afroamericani a votare legalmente e senza oppressioni da parte della comunità di bianchi.

## Biografia

### I primi anni e l'istruzione
Zev Aelony nacque il 21 febbraio 1938 a Palo Alto, in California, da Janet e David Aelony. Suo padre era emigrato da Odessa (ex Unione Sovietica) negli Stati Uniti nel 1925, ottenendo una cattedra in Chimica Organica all'Università di Stanford nel 1938. Zev creebbe in una famiglia ebrea. Fu un sionista per tutta la vita e lottò per riportare Israele ai suoi originali ideali di matrice ebraica e sionista.
Aelony crebbe a Minneapolis, in Minnesota. Studiò Russo e giocò a football alla University High School, dove si diplomò nel 1956 per poi frequentare la University of Chicago per due anni e poi trasferirsi in Israele per circa un anno. Al suo ritorno negli Stati Uniti, Aelony trascorse l'estate nel 1959 a Koinonia, una comunità cristiana nel sudest della Georgia. Continuò a studiare alla University of Minnesota, dove si diplomò nel 1961 con una specializzazione in scienze politiche e dei corsi aggiuntivi in antropologia. Conobbe la sua futura moglie, Karen Olson, all'università. La coppia rimase unita fino alla morte di lui, avvenuta nel 2009 e dopo 43 anni di matrimonio. Dalla loro unione nacquero quattro figli: Bjorn, Ephraim, Phil e Jared.
Per sostenere la sua famiglia, Aelony e la moglie lavoravano come venditori di attrezzi per la sicurezza degli edifici commerciali. Come questione di principio, non vendevano alcun oggetto in grado di ferire persone, come pistole o coltelli. Aelony divenne un sostenitore dei diritti civili e della giustizia sociale già durante l'adolescenza. Fu un ammiratore di Mahatma Gandhi e della sua resistenza nonviolenta contro le oppressioni. All'Università del Minnesota, Aelony contribuì alla formazione del gruppo Students for Integration, dedito a lottare per i diritti sulla casa ed l lavoro per i neri e le altre minoranze. Aelony fu arrestato varie volte per aver violato la legge che impediva ai neri di viaggiare fra stati del Sud liberamente. Fu rinchiuso in prigione anche per aver aiutato i neri a votare legalmente e per aver più volte sostenuto le battaglie per i diritti civili.

### Influenze

#### Religione
La famiglia di Aelony era ebraica e contribuì agli ideali di pace e nonviolenza di Zev. Aelony visse al Kibbutz Shoval, in Israele, dal 1958 al 1959, dove lesse un editoriale riguardo a una comunità Koinonia in Georgia, fondata da Clarence Jordan nel 1942. All'epoca, quel posto era divenuto celebre per essere un obiettivo di bigottismo razzista ed altri attacchi xenofobi che portarono anche ad alcune esplosioni di bombe. Aelony trascorse l'estate 1959 a Koinonia lavorando assieme ed imparando gli stili di vita degli abitanti, che lo impressionavano. Aelony rimase per tutta la vita un sionista. Il suo coinvolgimento nei movimenti pacifisti ed in quello per i diritti civili si estese al di là delle sue convinzioni religiose, toccando il suo senso di responsabilità nel sociale. Aelony divenne inoltre un vegano per oltre vent'anni, successivamente.
Oltre all'inglese parlava anche ebraico, tedesco e russo. Le sue abilità nel tedesco furono mise alla prova nel 1963 quando la stampa europea influenzava i membri del CORE, che non parlavano altro che inglese, così come altri interessati alle lotte civili in Europa, che non parlavano inglese. Fece da tramite. Inoltre, si occupò di tradurre in tedesco gli obiettivi del CORE e contribuì a far pressione su Washington affinché la Corte Suprema cessasse la discriminazione sui trasporti pubblici.

#### Famiglia
Il padre di Aelony, David, era un immigrato che rimase coinvolto nella lotta all'ascesa del Nazismo in Germani,a dove aveva dei parenti. David Aelony parlava fluentemente inglese, tedesco, ebraico, yiddish e francese, così come masticava un po' di slavo, tedesco, spagnolo ed italiano. David era anche noto per essere uno che proteggeva i rifugiati o i dissidenti in casa sua.
Un punto di svolta nella vita di Aelony avvenne all'età di 18 anni, quando la sua famiglia fu invitata ad un picnic a Minneapolis grazie al lavoro svolto dal padre per i rifugiati. I rifugiati ebrei provenienti dall'Europa organizzarono il picnic. Zev rimase scioccato nel vedere bambini provenienti dai campi di concentramento nazisti in Europa, un posto dove credeva certe cose non potessero accadere. Fu probabilmente un evento che lo spinse ancora di più a lottare per la desegregazione.

#### Esperienze
Aelony non fu completamente ingenuo riguardo alla segregazione e venne coinvolto in campagne per i diritti civili già alle scuole superiori. A metà degli anni Cinquanta, partecipò alla distribuzione di cartoline del NAACP che puntavano alla piena libertà degli afroamericani entro il 1963, benché questo obiettivo gli parse un po' troppo audace all'epoca. Dopo aver visto l'odio che spinse certe persone a bombardare la sua comunità a Koinonia, decise di unirsi al Movimento per i diritti civili. Nel settembre 1959, fece un corso-seminario del CORE a Miami, in Florida. Il seminario era concentrato sulla nonviolenza e parteciparono molti Freedom Riders, tra cui Patricia Stephens Due e la sorella Priscilla Stevens. Il seminario si tenne al Sir John Motel, uno dei pochi posti di Miami che consentiva a bianchi e neri di stare insieme. L'allenamento alla nonviolenza consistette in tecniche di autocontrollo e autogestione, enfatizzando anche il bisogno di far comprendere alla gente la necessità di combattere per l'integrazione. Aelony arrivò a credere che fosse più corretto comprendere perché certe persone compiono degli atti piuttosto che suddividerle in due categorie troppo ampie: buoni o cattivi.

### Impegno per i diritti civili

#### Americus Four
Nel 1963 Aelony fu chiamato dalla sua comunità Koinonia nella contea di Sumter, in Georgia, poiché nella cittadina di Americus si sarebbero tenute delle sessioni di registrazione al voto degli afroamericani. Aelony collaborò con l'SNCC ed altri enti locali come il Sumter County Movement, al fine di aiutare i neri ad iscriversi e a votare senza discriminazioni o intimidazioni. Insegnò le basi della protesta nonviolenta e mostrò a dei fotografi come e cosa scattare per poter avere un asso nella manica in caso di processi in tribunale. Fece altrettanto a Ocala, in Florida. Quando un deputato lo scorse mentre stava facendo fotografie, gli chiese di fermarsi ma Zev rispose "È una contea libera!". Fu immediatamente arrestato e portato in carcere. Gli ufficiali dissero agli interni che era un Freedom Rider e lo lasciarono al suo destino, mentre altri carcerati lo picchiarono e lo ridussero a pezzi finché una donna, in visita a Zev, non attirò l'attenzione sugli abusi che stava subendo. Aelony fu infine rilasciato per intervento del governatore del Minnesota, che stava partecipando ad una conferenza a Miami. Zev fu così libero di rientrare ad Americus. Gli arresti in città proseguirono a tutta velocità, con centinaia di persone incarcerate e portate in un campo fuori città.
I leader del Sumter County Movement stavano organizzando il da farsi ed un giovane attivista scelse di pregare di fronte al municipio. Aeloy partecipò alla marcia solo come osservatore curioso ma nonostante ciò fu arrestato con l'accusa di insurrezione contro lo stato della Georgia. Questa accusa lo portò fino alla pena di morte secondo il Georgia's 1871 Anti-Treason Act (un atto anti-sommossa del 1871). Tre altri collaboratori del CORE (Ralph Allen, Don Haris e John Perdew) furono arrestati ad Americus insieme a Zev. Il gruppo divenne noto come Americus Four e la stampa parò di loro spesso e volentieri mentre la loro vita era sul filo del rasoio. La notizia del loro arresto inizialmente passò inosservata, poi attirò l'attenzione dei media internazionali. Mentre il malcontento popolare cresceva e le proteste pacifiste dilagavano in tutto il Paese, alla fine il governo federale decise di rilasciare i quattro arrestati. Poco dopo, a causa anche delle percosse subite in Florida, Aelony iniziò a soffrire di infarto miocardico e fu ricoverato al Grady Hospital grazie ad un fisico di colore che aveva a cuore i ragazzi che si schieravano per il CORE. Il famoso cardiologo William Hurst lo visitò e gli comunicò che il suo stato di salute era compromesso proprio dai tempi della prigionia in Florida. Per le sue condizioni di salute e come consiglio personale, il dottore cercò di dissuaderlo dal continuare a protestare.

### Ultimi anni e morte
Aelony continuò ad essere politicamente attivo nella sua città natale, Minneapolis, per tutta la vita. Lavorò alla campagna politica di Keith Ellison, un musulmano che aspirava al Congresso con ideali pacifici. Nel 2006, Ellison divenne il primo musulmano eletto al Congresso nonché il primo afroamericano del Minnesota a diventare membro della House of Representatives.
Aelony morì di cancro al colon il 1º novembre 2009, a casa sua. Aveva 71 anni.